# 克丽丝廷·罗珀
克丽丝廷·罗珀（英語：Christine Roper，1990年5月15日—），加拿大女子赛艇运动员。她曾代表加拿大参加2016年和2020年夏季奥林匹克运动会赛艇比赛，其中2020年奥运会获得一枚金牌。